# 赫米尔布尔县

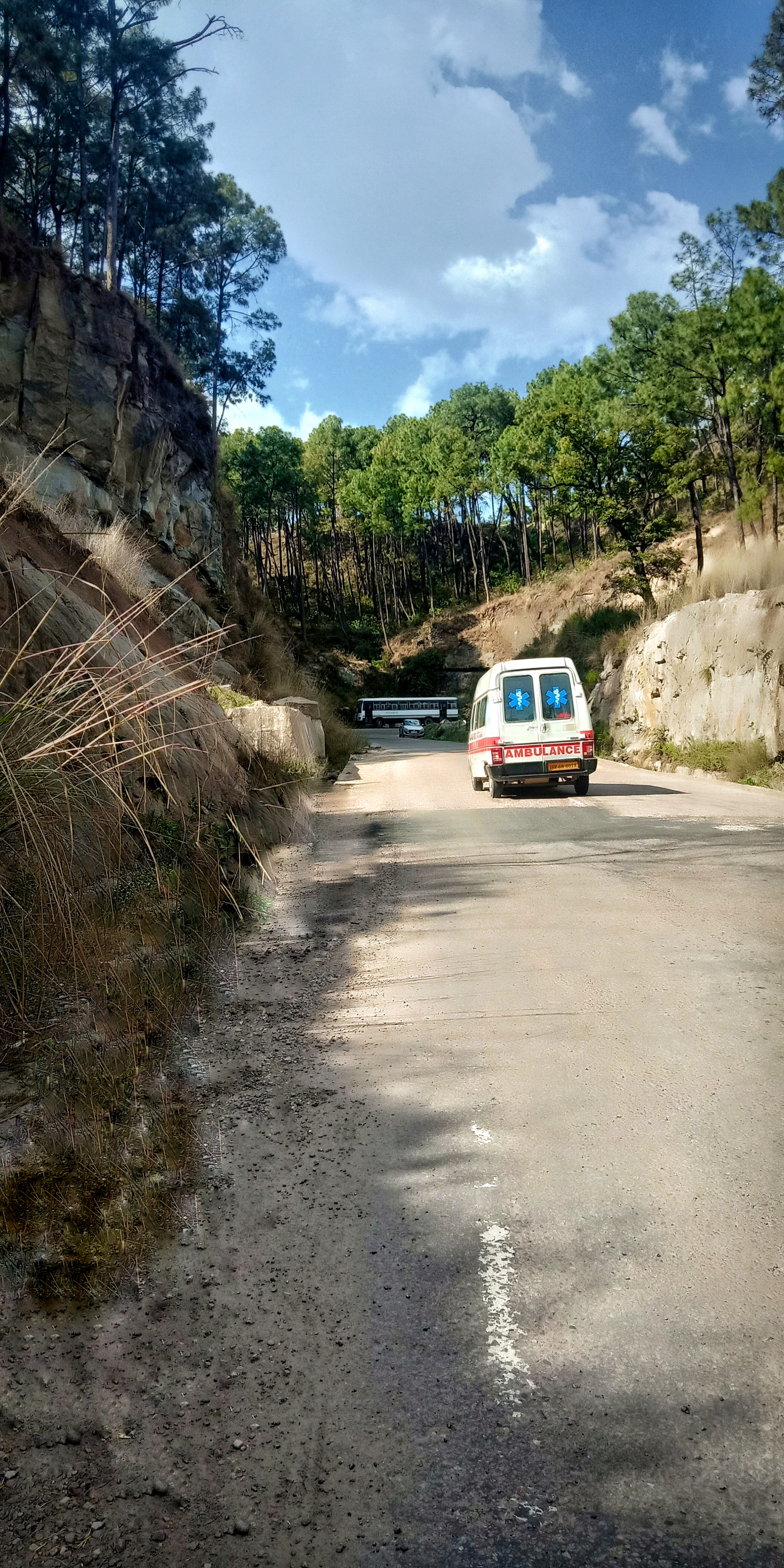
赫米尔布尔路旁，喜马偕尔邦

赫米尔布尔县（Hamirpur district）是印度的一個縣，位於該國北部，由喜馬偕爾邦負責管轄，面積1,118平方公里，海拔高度785米，2011年人口454,768，人口密度每平方公里330人。

## 外部連結
- Hamirpur district website（页面存档备份，存于）
- DISTRICT PROFILE
- CULTURAL & TOURISM HERITAGE OF THE DISTRICT
- Developmental Data of the District
- Himachal tourism

31°41′24″N 76°31′12″E / 31.69000°N 76.52000°E